# Evangelisches Krankenhaus Bochum-Linden
Die Medizinisch-Geriatrische Klinik, früher Evangelisches Krankenhaus Bochum-Linden, an der Dr.-C.-Otto-Straße 27 in Bochum-Linden ist ein ehemaliges Allgemeinkrankenhaus und heutiges Fachkrankenhaus mit Schwerpunkt auf die medizinische Versorgung von Senioren. Das Haus zählt zur Augusta-Kranken-Anstalt Bochum und somit zur Evangelischen Stiftung Augusta.

## Geschichte
Eine Petition zum Bau eines eigenen Krankenhauses wurde im März 1895 von der Gesamtvertretung der evangelischen Gemeinde abgesegnet, 1896 wurde mit dem Bau begonnen. Das Haus wurde am 19. September 1897 eingeweiht. Es hatte 30 Betten. Nach dem Zweiten Weltkrieg erfolgten Anbauten.
Von 1984 bis 1993 pachtete das Lindener Krankenhaus das für 30 Millionen Mark neu gebaute Altenkrankenheim am Glockengarten von der Stadt Bochum. 1994 war das eigene Seniorenhaus mit hundert Einzel- und vier Doppelzimmern fertiggestellt.
Das Haus, zuvor getragen von der Evangelisches Krankenhaus Bochum-Linden gGmbH (Amtsgericht Bochum, HRB 1121), wurde 1991 von der Augusta-Kranken-Anstalt Bochum übernommen.
1998 wurde die Kurzzeitpflege eröffnet.
Ende 2020 kam es zu einem Corona-Ausbruch unter den Patienten, mindestens 15 Patienten und sieben Mitarbeiter.

## Struktur
Das Haus hat heute 81 Betten und die Fachabteilungen Geriatrie und Gerontopsychiatrie. Daran ist seit 1994 ein Seniorenwohnheim mit 100 Einzelappartements und vier Zwei-Personen-Appartements angeschlossen. Außerdem hat der Ambulante Pflegedienst hier seinen Hauptstandort; die Zweigstelle des Pflegedienstes befindet sich am Evangelischen Krankenhaus Hattingen. Die Rehabilitation verfügt über ein eigenes hauseigenes Schwimmbad.